# Acrodontis hunana
Acrodontis hunana là một loài bướm đêm trong họ Geometridae.